# Euplectella aspergillum
Euplectella aspergillum è una specie di spugna marina delle Hyalospongiae, classe da cui prende il nome di spugna di vetro.
È nota anche come cestello di Venere.

## Sfruttamento da parte dell'uomo
Oggi viene raccolta ed essiccata a scopo decorativo. In passato in alcune culture tradizionali dell'Asia si usava regalarla ai novelli sposi come simbolo di fedeltà coniugale, poiché al suo interno vive una coppia di gamberetti (Spongicola venusta), che vi entrano come larve attraverso i pori e crescendo non riescono più ad uscire e trascorrono in simbiosi con essa tutta la vita.